# Amt Nordkirchen
Das Amt Nordkirchen gehörte zur preußischen Provinz Westfalen und zum Land Nordrhein-Westfalen. Es bestand zunächst aus den beiden Gemeinden Nordkirchen und Südkirchen. Capelle kam 1922 hinzu. 

## Geschichte
Das Amt wurde sowohl 1803 als auch 1816 dem Kreis Lüdinghausen zugeteilt. Capelle gehörte 1803 noch zusammen mit der Stadt Werne und der Landgemeinde Werne zum Amt Werne. Als die Landgemeinde Werne am 1. November 1922 aufgelöst wurde, wechselte Capelle ins Amt Nordkirchen.
Bis 1927 wurde das Amt Nordkirchen in Personalunion von dem Amtmann verwaltet, dem auch die Gemeinde Ascheberg unterstellt war. Am 1. Januar 1928 erhielt das Amt zum ersten Mal einen eigenen Amtmann.
Die Amtsverwaltung bestand 1974 aus 21 Beschäftigten. Von diesen waren fünf verbeamtet und 16 Angestellte, davon wiederum vier in Teilzeit.

### Einwohnerentwicklung
Die folgende Tabelle zeigt die Einwohnerentwicklung des Amtes bis zur Auflösung anlässlich der Neugliederung 1975 und im Vergleich dazu die Einwohnerzahlen der Gemeinde Nordkirchen und ihrer Ortsteile am 1. März 2009.
| Jahr | Nordkirchen | Südkirchen | Capelle | zusammen |
| ---- | ----------- | ---------- | ------- | -------- |
| 1867 | 1562        | 1087       | 554     | 3203     |
| 1946 | 2435        | 1866       | 1465    | 5766     |
| 1961 | 2605        | 1634       | 1018    | 5257     |
| 1970 | 2681        | 1838       | 1270    | 5789     |
| 1974 | 3961        | 2249       | 1459    | 7669     |
| 2009 | 4752        | 3260       | 2197    | 9209     |

## Nachweise
1. 1 2 3  Heinrich A. Mertens und Josef Limbach: Aus der Geschichte des Kreises Lüdinghausen 1803–1974. Verlag Lonnemann, Selm, 1974, ohne ISBN
2. 1 2  Statistisches Bundesamt (Hrsg.): Historisches Gemeindeverzeichnis für die Bundesrepublik Deutschland. Namens-, Grenz- und Schlüsselnummernänderungen bei Gemeinden, Kreisen und Regierungsbezirken vom 27.5.1970 bis 31.12.1982. W. Kohlhammer, Stuttgart / Mainz 1983, ISBN 3-17-003263-1, S. 314 (Statistische Bibliothek des Bundes und der Länder [PDF; 41,1 MB]).
3. ↑  Martin Bünermann, Heinz Köstering: Die Gemeinden und Kreise nach der kommunalen Gebietsreform in Nordrhein-Westfalen. Deutscher Gemeindeverlag, Köln 1975, ISBN 3-555-30092-X, S. 87.
4. ↑  Gemeinde Nordkirchen – Gemeindedaten (Memento vom 19. Juli 2011 im Internet Archive) Seite der Gemeinde Nordkirchen